# Carl Fredrik Jägerhorn
Carl Fredrik Jägerhorn af Spurila,  döpt 10 augusti 1722 på Kärne i Grava socken, död 2 mars 1773 på Visulax i Sankt Michels i Finland, var en svensk militär och riksdagsledamot vid Riksdagen 1760–1762. 
Carl Fredrik Jägerhorn blev volontär vid Närkes och Värmlands regemente 1735, korpral 1737, rustmästare 1740 och furir samma år. Han blev adjutant vid Savolax och Nyslotts infanteriregemente 3 april 1742, fänrik januari 1747, stabslöjtnant  1756 och kapten 7 mars 1760. Avsked 12 augusti 1772. 
Han ägde Visulax i S:t Michel. 
Han var son till major Clas Henrik Jägerhorn och Brita Granfelt.
Han gifte sig i S:t Michels kyrkby 5 augusti 1746 med Elsa Margareta von Fieandt, och var far till generallöjtnant Georg Henrik Jägerhorn.
Han blev balsamerad och begraven i S:t Michels kyrka med sin dotter Cecilia Eleonora, och flyttades i stensakristian 1806. 